# Singapore Petroleum Company

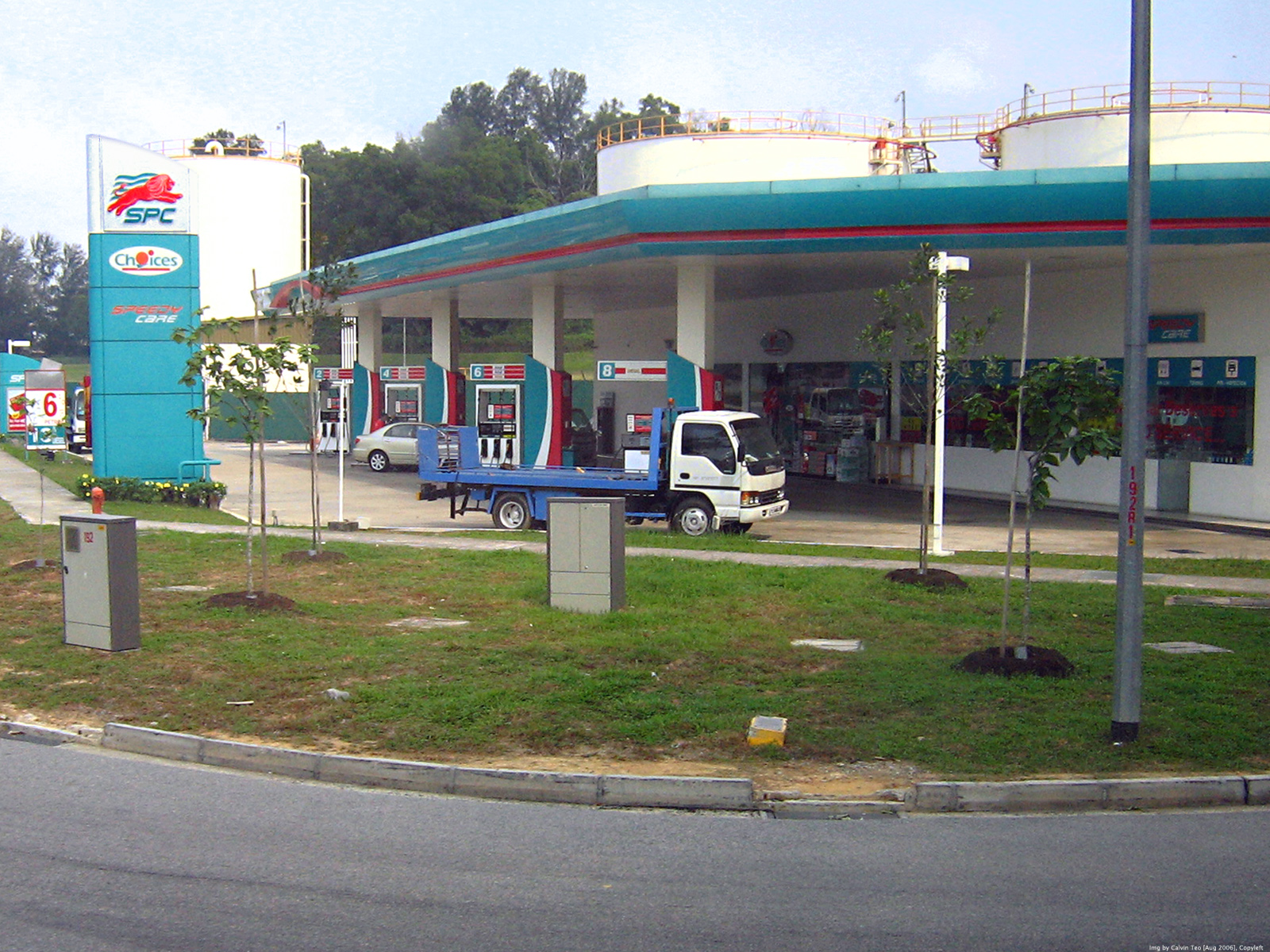
Um posto da SPC, em Jurong.

A Singapore Petroleum Company Limited (SPC) é uma companhia petrolífera de Singapura.

## História
A companhia foi estabelecida em 1969, como Singapore Petroleum & Chemical Co. Pte Ltd.